# 610 pr. n. št.

## Rojstva
- Anaksimander, starogrški filozof in astronom  († 546 pr. n. št.)

## Smrti
- Psametik I., faraon Egipta (* ni znano)